# Opdagelsesrejse
En opdagelsesrejse er en rejse med det formål at opdage og udforske hidtil ukendte landområder eller regioner.
Mennesket har foretaget opdagelsesrejser igennem hele historien, og langt størsteparten af alle opdagelser er aldrig blevet nedskrevet eller på anden måde gemt for eftertiden. I Europa nåede opdagelsesrejserne deres klimaks mellem det 15. århundrede og 17. århundrede.

## Opdagelsesrejsende
Betegnelsen opdagelsesrejsende er især blevet brugt om ledere af europæiske ekspeditioner, der havde til formål at kortlægge endnu ukendte dele af kloden. Enkelte drog ud på eget initiativ, men de fleste blev sendt ud for at finde land, som kunne koloniseres. Den første egentlige opdagelsesrejsende med alene videnskabelige motiver var tyskeren Alexander von Humboldt. Berømte forgængere som Columbus, Magellan og Vasco da Gama havde som deres primære opgaver at kortlægge transportruter og erobre jord, magt og rigdomme til de magthavere, der finansierede rejserne. 
Der kunne være flere grunde til, at opdagelsesrejsende tog ud i verden. Det kunne være for egen vindings skyld, hvor rigdom og magt spillede ind; eller måske blev de sendt af sted af kongen, som ønskede at føje nye landområder til riget. Marco Polo drog mod øst til Kina efter silke og krydderier, men fandt undervejs lande og kulturer, som han og andre i Europa aldrig havde hørt om. Columbus troede, at han skulle finde en hurtigere vej til Indien, da han sejlede fra Spanien mod vest, men i stedet fandt han Amerika, som ingen i Europa kendte til på det tidspunkt. David Livingstone rejste dybt ind i Afrikas jungle for at udbrede kristendommen hos afrikanerne, der ellers havde deres egne guder. 